# ランシング郡区 (アイオワ州アラマキー郡)
ランシング郡区は、アメリカ合衆国、アイオワ州、アラマキー郡にある18の郡区の一つである。2000年の国勢調査で、人口は1517人だった。

## 地理
ランシング郡区は、129.6平方キロメートル（50.04平方マイル)で、Lansingが含まれている。アメリカ地質調査所によると、この郡区はGethsemaneとHeminwayとLansing RidgeとMay's PrairieとOak Hillの5つの霊園が含まれている。